# Новопетровская (платформа)
Новопетро́вская — остановочный пункт Рижского направления Московской железной дороги в селе Новопетровское городского округа Истра Московской области.
Платформа названа по одноимённому селу, на территории которого находится. Построена в 1959 году. Первоначально состояла из одной платформы. В 1980 году в связи со строительством второго пути железной дороги была построена вторая платформа (северная). Юго-западнее платформы находится Волоколамское шоссе, южнее и восточнее — Московское Большое Кольцо.
Состоит из двух изогнутых платформ. Турникетами не оборудована, относится к десятой тарифной зоне.
Южная платформа, с которой осуществляется движение в сторону Москвы, имеет три выхода, северная, с которой осуществляется движение в сторону Волоколамска и Шаховской, — два выхода.
Билетная касса находится на южной платформе.
Время движения от Рижского вокзала — 1 час 53 минуты.